# Villa El Salvador
Villa El Salvador és un districte litoral del Perú, un dels 43 que componen la Província de Lima.
Localitzat a l'àrea sud de l'àrea metropolitana de Lima, limita al nord amb el districte de San Juan de Miraflores, a l'est amb el de Villa María del Triunfo, al sud amb el districte de Lurín i a l'oest amb l'oceà Pacífic. Es va formar mitjançant la promulgació de la llei Nº 23605, de l'1 de juny de 1983 a partir del districte de Villa María del Triumfo.
El seu origen es remunta a l'any 1971 com un assentament informal de famílies immigrants provinents de les muntanyes del Perú. A partir dels esforços dels seus habitants van aconseguir una organització veïnal, que aconseguí electrificar la població, així com abastar d'aigua corrent la població i construir la xarxa d'aigües residuals. María Elenya Moyano, activista local, va aconseguir crear la Federació Popular de Dones de Villa El Salvador (Fepomuves) amb la qual es van organitzar cuines públiques, comitès de salut, el programa Un vas de llet (amb el qual es repartia llet als infants). Moyano fou morta finalment pels guerrillers de Sendero Luminoso.
En aquest districte se situa un important pol de desenvolupament econòmic, denominat "Parc Industrial de Villa El Salvador", on existeix una excel·lent producció d'articles de cuir així com de mobles de sala, dormitori, cuina i d'oficina.
El 1987 Villa El Salvador fou guardonada amb el Premi Príncep d'Astúries de la Concòrdia.